# アルヴィン・サージェント
アルヴィン・サージェント（Alvin Sargent, 1927年4月12日 - 2019年5月9日）は、アメリカ合衆国の脚本家。

## 経歴
ペンシルベニア州フィラデルフィア出身。
1950年代からテレビの脚本を手がけるようになる。1977年の『ジュリア』と1980年の『普通の人々』で2度アカデミー脚色賞を受賞している。
兄のハーブ・サージェント（w:Herb Sargent）も脚本家。

## 主な作品
- ペーパー・ムーン Paper Moon （1973年）
- ジュリア Julia （1977年）
- ストレート・タイム Straight Time （1978年）
- 普通の人々 Ordinary People （1980年）
- ニッキーとジーノ Dominick and Eugene （1988年）
- ぼくの美しい人だから White Palace （1990年）
- アザー・ピープルズ・マネー Other People's Money （1991年）
- 僕のボーガス Bogus （1996年）
- 地上より何処かで Anywhere But Here （1999年）
- 運命の女 Unfaithful （2002年）
- スパイダーマン2 Spider-Man 2 （2004年）
- スパイダーマン3 Spider-Man 3 （2007年）
- アメイジング・スパイダーマン The Amazing Spider-Man （2012年）